# 馬托奇金海峽

馬托奇金海峽位置

馬托奇金海峽（羅馬化：Matochkin Shar）是謝韋爾內島和尤日內島之間的海峽，連接巴倫支海和喀拉海，長約100公里、最狭窄处宽約600米，面積323平方公里，海峽在大部分時間結冰。
73°23′19″N 55°12′56″E / 73.38861°N 55.21556°E